# 稲葉賀恵
稲葉 賀惠（いなば よしえ、本名：稲葉 佳枝、1939年（昭和14年）12月18日 - ）は、日本のファッションデザイナー、モデル。

## 来歴
東京出身。八重洲生まれ、鎌倉・横浜育ち。祖父・父は横浜でタイプライターを取り扱う「稲葉商会」を営んでいた。
1958年、横浜雙葉学園を卒業。1960年に文化学院美術科を卒業。文化学院の同級生に山東昭子、鳥居ユキ、安井かずみ、菊池武夫。1963年菊池と共に原のぶ子アカデミー洋裁学園（現・青山ファッションカレッジ）を卒業。その頃東京に進出した欧米のオートクチュールのアトリエで働くことを志願したが叶わず、1964年に赤羽に自らのアトリエを開いた。その後1970年に菊池や大楠裕二とともに、ビギ（BIGI）を設立。アトリエは後に麻布十番に移転。
1972年に｢モガ（MOGA)｣を、1981年には自らの名を冠した「ヨシエ・イナバ（yoshie inaba)」を発表。同年、日本ファッション・エディターズ・クラブ賞を受賞した。
1984年「ヨシエ・イナバ・パルファム」を発表する。1988年には"快適さ"をテーマとしたカジュアル・ウエアのブランド「レキップ・ヨシエ・イナバ」を発表。
2025年2月末で「ヨシエ・イナバ」ブランドをクローズ。

## 人物
日本航空や日本アジア航空、東急電鉄など企業の制服や、ジュエリーデザインや結城紬のアドバイザーなど、多分野で活躍。1963年からは雑誌『ミセス』の専属モデルも務め、雑誌が描く理想的なライフスタイルを体現する女性として、2000年代まで和装洋装問わず登場した。
2012年、契約解除に伴う制服設計図流出問題で日本航空を提訴した。
1963年ファッションデザイナーの菊池武夫と結婚し、男児をもうけるも離婚。離婚を機に占い師のアドバイスで「佳枝」から「賀惠（恵）」という名前を名乗る。

## ブランド[5]
- ヨシエ・イナバ
- レキップ ヨシエ・イナバ
- ヨシエ・イナバ・パルファム
- クシュカ（CUSUKA）
- ペーパーウェイト
- ビギ
- モガ

## ユニフォーム・制服[5]
- サントリーホール（1986年）
- 花王ソフィーナ（1987年）
- 日本信託銀行（1987年）
- 立石電機（1988年）
- 青森銀行（1989年）
- NTTデータ（1990年）
- 東急電鉄（1992年）
- 日本航空 客室乗務員（1996年、2004年）
- ミキモト（2002年）
- アルビオン（2002年）
- 横浜雙葉学園（2002年）
- ポンテヴェキオ（2005年）
- JR西日本「TWILIGHT EXPRESS 瑞風」クルー（2014年）

## 書籍
- 『マイ・フェイヴァリット きものに託して』2014年9月、集英社インターナショナル。ISBN 978-4797672909。
- 『yoshie inaba』講談社、2024年12月。ISBN 978-4065379585。